# 風といっしょに
『風といっしょに』（かぜといっしょに）は、1998年9月3日にリリースされた小林幸子のシングル。制作はピカチュウレコード、発売は日本コロムビア、販売はメディアファクトリー。

## 作品概要
1998年に公開された映画『劇場版ポケットモンスター ミュウツーの逆襲』のエンディング主題歌および同作品のCMテーマソングとして起用された。
小林自身、本作以前に『ポケットにファンタジー』でテレビ東京系アニメ『ポケットモンスター』のエンディングを歌ったことがあるが、起用初回にポケモンショックが発生したため、アニメの放送自体が一時中断されてしまった経緯がある。なお、本作以降も、度々テーマソングを歌っている。
発売された同年に小林自身が出場したNHK『第49回NHK紅白歌合戦』で本曲を歌唱。その際の衣装のテーマは『ヒューマンファンタジー』だった。
ジャケットは、夕陽を見つめるサトシとピカチュウ、カスミ、タケシに加え、ミュウが描かれている（シルエット状で他のポケモンも描かれている）。また、「ポケスタバッチ付き」というおまけ付きでもある。
本作は廃盤となったため入手は困難であるが、アニメ・映画の主題歌集といったコンピレーション・アルバム、他ドラマCD等では度々収録されている。
その後もポケットモンスターシリーズでは挿入歌として度々使われている。特に涙を誘うような感動的なシーン（主にメインキャラクターとそのポケモンとの別れ等）では頻繁に使われる。
2013年4月27日に株式会社ドワンゴが主催したニコニコ動画関連イベント『ニコニコ超会議』内ライブイベントに小林が出演した際、主に若い世代の来場者に向けて、本曲がライブ披露された。
2019年7月12日公開の『ミュウツーの逆襲 EVOLUTION』ではエンディング主題歌として本曲のリメイク版が用いられることが決定、亀田誠治がリアレンジを行い、小林と中川翔子のデュエットで歌われる。

## 参加者
- 小林幸子
- ポケモンキッズ（コーラス）
- 音羽ゆりかご会（コーラス）
- 戸田昭吾（作詞）
- たなかひろかず（作曲・編曲）
- 沢田完（編曲）

## 収録曲
1. 風といっしょに [4:58]
作詞者：戸田昭吾 作曲者：たなかひろかず 編曲者：沢田完
  - 冒頭はポケモンキッズの井端珠里に歌いだされ、終盤には合唱する形式となっている。
2. すてきなコレクション [4:10]
作詞者：戸田昭吾 作曲者・編曲者：たなかひろかず
  - メディアファクトリー「ポケモンスタンプバッジ」のCMソング。
3. 風といっしょに（カラオケ）[4:59]
作曲者：たなかひろかず 編曲者：沢田完
  - トラック1のカラオケ版であるが、実際はメインボーカルの小林幸子の歌唱がカットされているだけで、完全なカラオケ版ではない。
4. すてきなコレクション（カラオケ）[4:11]
作曲者・編曲者：たなかひろかず

## 2019年版
『ミュウツーの逆襲 EVOLUTION』主題歌として、亀田誠治が新たに編曲・プロデュースを行い、オリジナル歌手の小林幸子に加え、中川翔子がデュエットで歌唱、また新たにオーディションで選ばれた「ポケモンキッズ2019」の7人がコーラスとして参加している。最年少は発売時6歳の池田帆奈。冒頭のソロの歌い出しを担当している。
カップリング曲としてテレビアニメ『ポケットモンスター サン&ムーン』の5代目エンディングテーマである「タイプ：ワイルド」を収録。松本梨香による『ポケットモンスター』5代目エンディングテーマのこの曲を前山田健一（ヒャダイン）が編曲・プロデュースし、中川翔子の歌唱でリメイク、ヒャダインやテレビ番組『ポケモンの家あつまる?』で共演しているあばれる君と大谷凜香がコーラスとして参加している。またボーナストラックとして、小林幸子と井端珠里（さち&じゅり名義）による『ポケットモンスター』3代目エンディングテーマ「ポケットにファンタジー」のリマスタリング音源も収録される。
CDは通常盤のほか、1998年のシングルの絵柄を復刻したジャケット仕様の期間生産限定盤、同絵柄でミュージックビデオなどを収録したDVDと『ポケモンカードゲーム』のスペシャルキラカード「ピカチュウ」、中川とBEAMS共同プロデュースのブランド「mmts」によるポケモン絵柄クリアポーチが付属した完全生産限定盤の3種類が発売される。

### 収録曲（2019年版）
（全曲作詞：戸田昭吾 作曲：たなかひろかず）
1. 風といっしょに
編曲：亀田誠治、歌唱：小林幸子&中川翔子、コーラス：ポケモンキッズ2019
2. タイプ：ワイルド
編曲：前山田健一、歌唱：中川翔子、コーラス：ヒャダイン、あばれる君、大谷凜香
3. ポケットにファンタジー（ボーナストラック）
編曲：中村暢之、歌唱：さち&じゅり
4. 風といっしょに（instrumental）
5. タイプ：ワイルド（instrumental）

#### DVD
1. 「風といっしょに」Music Video
2. 「風といっしょに」制作ドキュメント
3. 「タイプ：ワイルド」Special Music Video